# Adinandra maculosa
Adinandra maculosa är en tvåhjärtbladig växtart som beskrevs av T. Anders. och William Turner Thiselton Dyer. Adinandra maculosa ingår i släktet Adinandra och familjen Pentaphylacaceae. Inga underarter finns listade i Catalogue of Life.